# Františka Kolářová-Vlčková
Františka Kolářová-Vlčková (19. ledna 1883 Česká Jablonná – 16. února 1956 Pořežín) byla česká spisovatelka a profesorka. Přednášela na Pedagogické akademii v Bratislavě a Vysoké škole zemědělské v Praze.

## Životopis

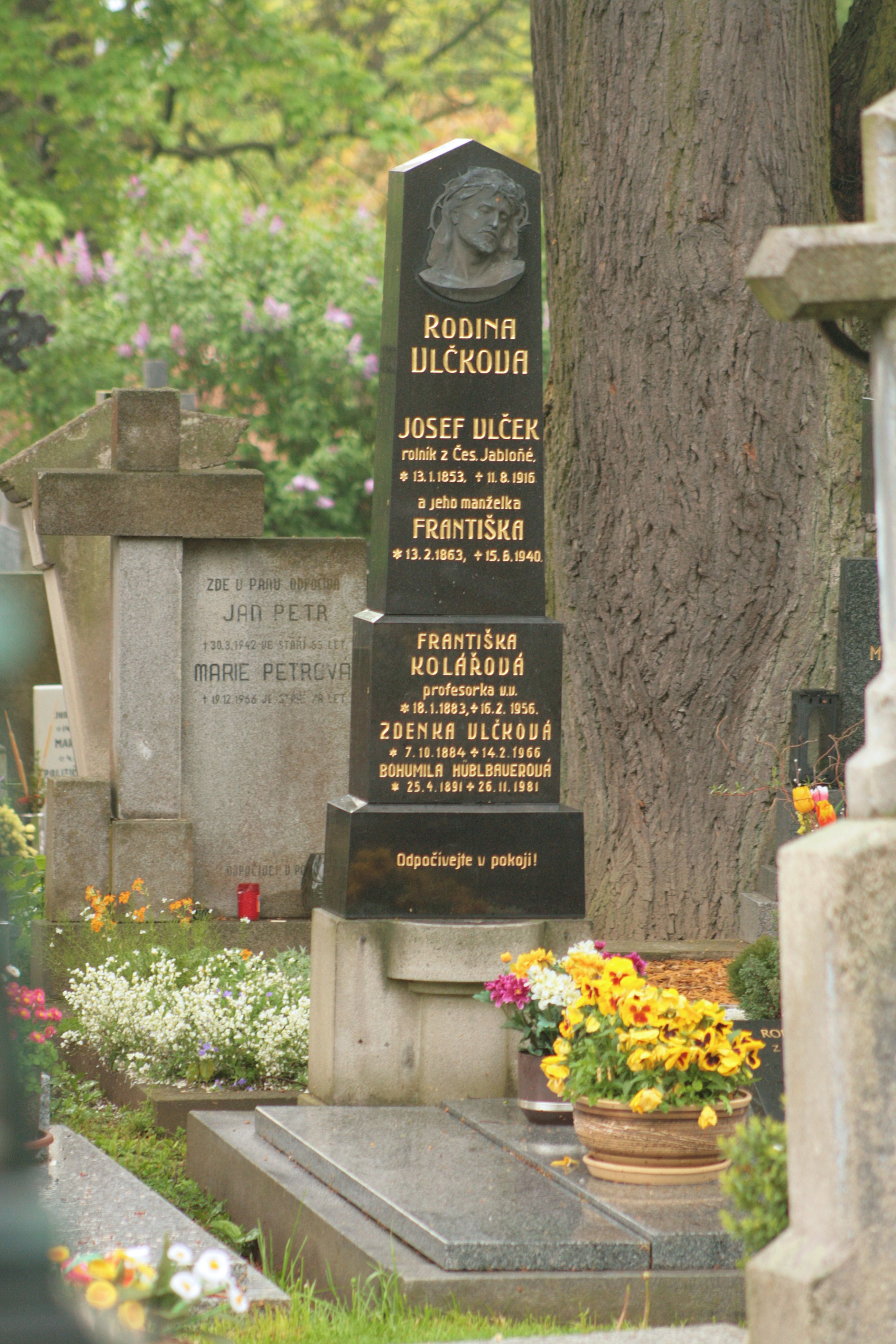
Místo posledního odpočinku na přibyslavském hřbitově

Rodačka z České Jablonné byla jednou ze čtyř dcer tamního rolníka Josefa Vlčka (1853–1916) a jeho manželky Františky, rozené Bořilové (1863–1940). Rodina bydlela v domě č. 13. Františka byla prvorozená, mladší sestry byly Justina Zdenka (* 1884), Bohumila (* 1891) a Emilie (* 1896). Zprvu navštěvovala školu ve Vepřové a později nově otevřenou školu v samotné České Jablonné. V roce 1894 odešla na studium měšťanské školy za strýcem Aloisem Vlčkem do Domažlic. Poté pět let studovala klášterní školu v Chrudimi, kde získala učitelské vzdělání.
Od roku 1903 začala – při dalším studiu – učit v Horním Studenci u Chotěboře a poté v Kamenici nad Lipou až do roku 1919. Od roku 1908 přitom studovala na Filozofické fakultě v Praze. Od roku 1919 nastoupila jako profesorka pedagogiky v Banské Bystrici. V letech 1929–1938 pak působila v Bratislavě až do svého penzionování.
Kolem roku 1930 se v Bratislavě provdala za elektroinženýra a zbrojního odborníka Jana Koláře (* 1883), který však zemřel poměrně mlád už 30. března 1934. Kolářová se v roce 1938 přestěhovala do Prahy. Brzy po roce 1950 se přistěhovala ke své nejmladší sestře Emilii, provdané Hladíkové do Pořežína, nynější součásti Velké Losenice.
Zemřela 16. února 1956 v Pořežíně na mozkovou mrtvici a byla pohřbena v rodinném hrobě v Přibyslavi.

## Dílo
Kolářová napsala pět vesnických románů:
- Ledy se lámou
- V nárazech vichřice
- Mrazivé jaro
- Za našich pradědů
- Síla naděje

Po smrti manžela vydala v roce 1936 pod názvem Na vlnách revoluce v zemi věčných ohňů jeho vzpomínky na léta 1910–1923, v nichž popsal své působení v ruském Petrohradě, v ázerbájdžánském Baku a v Persii i návrat do Košic.